# Куругеш
Куругеш (рос. Куругеш) — печера на Алтаї, Республіка Алтай, Росія.  Загальна протяжність — 120 м. Глибина печери — 18 м, амплітуда висот — 18 м; загальна площа — N/A м²; об'єм — N/A м³.  Печера відноситься до Центрально-Алтайської області Алтайської провінції Алтай-Саянської спелеологічної країни. Кадастровий номер 5027/8537-1Z.